# Oscar Fernandes

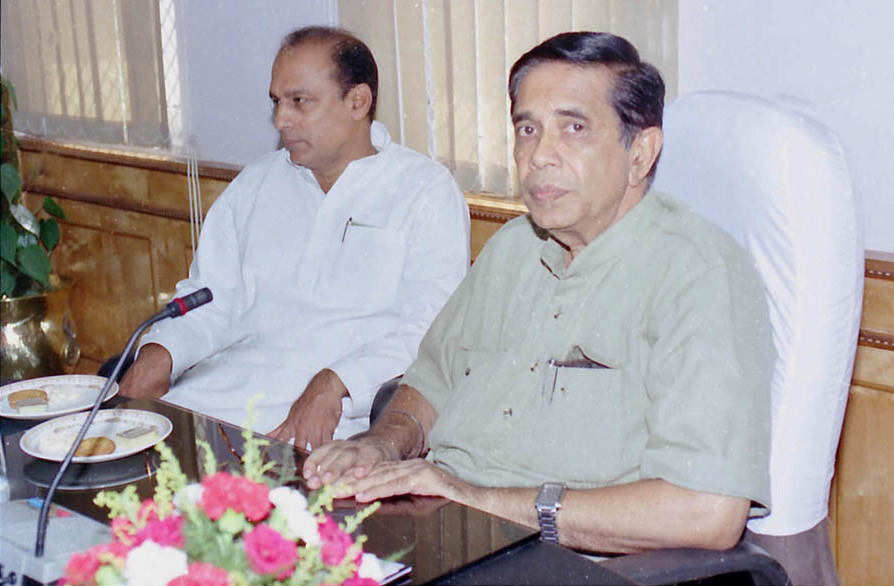

Oscar Fernandes (* 27. März 1941 in Udupi, Karnataka; † 13. September 2021 in Mangaluru) war ein indischer Politiker (Kongresspartei) und zuletzt 2013/14 Minister für Arbeit und Beschäftigung in der Regierung von Manmohan Singh. In der ersten Koalitionsregierung unter Manmohan Singh 2004–2008 war er ebenfalls bereits Minister.
Fernandes war katholischer Konfession und ab 1981 mit Blossom Fernandes verheiratet; er hatte einen Sohn und eine Tochter. Als gewählter Abgeordneter vertrat er von 1980 bis 1996 den Wahlkreis Udupi in der Lok Sabha. Er starb am 13. September 2021 im Alter von 80 Jahren in einem Krankenhaus in Mangaluru, nachdem er im Juli 2021 einen Schlaganfall erlitten hatte.